# 시키정 (1944년~1948년)
시키정(志紀町)은 사이타마현 기타아다치군에 설치되었던 정이다. 현재의 시키시, 아사카시, 후지미시에 해당한다. 1944년 2월 11일에 기타아다치군 시키정, 우치마기촌 및 이루마군 무네오카촌, 미즈타니촌의 합병에 의해 성립했다가, 불과 4년만에 1948년 4월 1일에 재분립해, 소멸하였다.

## 역사
- 1944년 2월 11일 - "전시 정촌 합병 촉진법"에 따라 기타아다치군 시키정(志木町), 우치마기촌의 아라강 서안, 이루마군 무네오카촌, 미즈타니촌이 합병하여 시키정(志紀町)이 설립되었다. 우치마기촌의 아라강 동안은 미사사촌에 편입되었다.
- 1948년 4월 1일 - 다시 분열하여 소멸, 원래의 1정 3촌으로 돌아갔다. 무네오카촌과 미즈타니촌을 포함한 1정 3촌은 기타아다치군에 소속되었다.

## 합병과 분열의 경위
전쟁 직전부터 전쟁 중에 걸쳐 국가협력을 위해 힘 있는 시정촌을 만들겠다는 국가정책에 따라 소규모이지만 시정촌 합병이 이루어졌다. 이러한 국가정책에 따라 이 지역에서도 1정 3촌의 합병이 이루어졌다. 한편, 특히 이전까지 이루마군에 속해 이루마군의 쓰루세촌, 미나미바타촌과 관계가 깊었던 구 미즈타니촌 등에서는 합병의 찬반을 둘러싸고 갈등을 빚기도 했다.
전후 불안정한 상태였던 이리마정은 재분리되었다. 이러한 사례는 사이타마현 내에서도 미노정(1943~46년, 미나노정 외 5개 마을 통합→분리), 미노정(1943~46년, 미노정 외 3개 촌이 통합→분리) 등이 있다.

## 참고문헌
- 「角川日本地名大辞典」編纂委員会『角川日本地名大辞典 11 埼玉県』角川書店、1980年7月8日。ISBN 4-04-001110-4。